# Magnus Midtboe
Magnus Midtboe (norsky: Magnus Midtbø, * 18. září 1988 Bergen) je bývalý norský reprezentant ve sportovním lezení, juniorský mistr světa v lezení na obtížnost.

## Výkony a ocenění
- 2005: juniorský mistr světa v lezení na obtížnost v kategorii A
- 2010, 2011: vítěz otevřeného mistrovství USA v lezení na obtížnost
- 2012: nominace na Světové hry 2013

### Závodní výsledky
| Světové hry | Světové hry |
| Rok         | 2013        |
| ----------- | ----------- |
| Obtížnost   | 3           |

| Mistrovství světa | Mistrovství světa | Mistrovství světa | Mistrovství světa | Mistrovství světa | Mistrovství světa | Mistrovství světa |
| Rok               | 2005              | 2007              | 2009              | 2011              | 2012              | 2014              |
| ----------------- | ----------------- | ----------------- | ----------------- | ----------------- | ----------------- | ----------------- |
| Obtížnost         | 5                 | 8                 | 24                | 4                 | 9                 | 11                |
| Rychlost          | —                 | —                 | —                 | 68                | —                 | 36                |
| Bouldering        | —                 | 41-42             | 29-30             | 37-38             | —                 | 31-32             |

| Světový pohár | Světový pohár | Světový pohár | Světový pohár | Světový pohár | Světový pohár | Světový pohár | Světový pohár | Světový pohár | Světový pohár | Světový pohár        | Světový pohár |
| Rok           | 2005          | 2006          | 2007          | 2008          | 2009          | 2010          | 2011          | 2012          | 2013          | 2014                 | 2015          |
| ------------- | ------------- | ------------- | ------------- | ------------- | ------------- | ------------- | ------------- | ------------- | ------------- | -------------------- | ------------- |
| Obtížnost     | 17            | 17            | 10            | 10            | 11            | 31            | 13            | 7             | 15            |                      | 16            |
| jednotlivě*   |               |               |               |               |               |               |               |               |               | ,6,12,10,10,10,7,10, | ,9,12,12,     |

* poznámka: nalevo jsou poslední závody v roce
| Mistrovství Evropy | Mistrovství Evropy | Mistrovství Evropy | Mistrovství Evropy | Mistrovství Evropy | Mistrovství Evropy |
| Rok                | 2006               | 2008               | 2010               | 2013               | 2015               |
| ------------------ | ------------------ | ------------------ | ------------------ | ------------------ | ------------------ |
| Obtížnost          | 31-33              | 14-17              | 5                  | 3                  | 11                 |
| Rychlost           | —                  | —                  | 43                 | —                  | —                  |
| Bouldering         | —                  | 37-38              | 13                 | —                  | —                  |

| Mistrovství USA | Mistrovství USA | Mistrovství USA |
| Rok             | 2010            | 2011            |
| --------------- | --------------- | --------------- |
| Obtížnost       | 1               | 1               |

| Mistrovství světa juniorů | Mistrovství světa juniorů |
| Rok                       | 2005 kat. A               |
| ------------------------- | ------------------------- |
| Obtížnost                 | 1                         |